# دوبروت
دوبروت (به لهستانی:  Dobrut) یک منطقهٔ مسکونی در لهستان است که در گمینا اورونگسکو واقع شده‌است. دوبروت ۳۷۰ نفر جمعیت دارد.